# 陳覺 (遼朝)
陳覺（?—?），辽朝官员。
自幼被耶律隆庆的秦晋国妃厚待，秦晋国妃知书能文，识治体。陳覺承蒙教诲，登科入仕。咸雍三年（1067年），宋英宗驾崩，陈觉出使北宋担任祭奠吊慰副使。秦晋国妃去世，他奉诏书写墓志铭。落款官衔为翰林学士、中散大夫、行中书舍人、签诸行宫都部署司事、轻车都尉、赐紫金鱼袋。他有精通佛典，和圆通法师交谊深厚，著有《显密圆通成佛心要集序》。